# Piper mikaniifolium
Piper mikaniifolium är en pepparväxtart som beskrevs av William Trelease. Piper mikaniifolium ingår i släktet Piper och familjen pepparväxter. Inga underarter finns listade i Catalogue of Life.